# Paul Miller Racing
Le Paul Miller Racing est une équipe de course automobile basée à Buford, en Géorgie, qui participe actuellement au championnat IMSA WeatherTech United SportsCar. L'équipe a été fondée par Paul Miller (de) et fait concourir des Lamborghini Huracán GT3.

## Historique

### Résultats enAmerican Le Mans Series
En 2012, pour la première saison du American Le Mans Series, le Paul Miller Racing engage une Porsche 911 GT3 RSR dans la catégorie GT. Elle portera le traditionnel n°48 et participera à l’intégrabilité du championnat.
| Pos | Ecurie             | SEB | LBH | LGA | LRP | MOS | MOH | RAM | BGP | VIR | ATL | Total |
| --- | ------------------ | --- | --- | --- | --- | --- | --- | --- | --- | --- | --- | ----- |
| 6   | Paul Miller Racing | 5   | 8   | 10  | 8   | 6   | 9   | 5   | 9   | 10  | 10  | 55    |

En 2013, pour la première saison du American Le Mans Series, le Paul Miller Racing engage une Porsche 911 GT3 RSR dans la catégorie GT. Elle portera le traditionnel n°48 et participera à l’intégrabilité du championnat.
| Pos | Ecurie             | SEB | LBH | LGA | LRP | MOS | RAM | BGP | AUS | VIR | ATL | Total |
| --- | ------------------ | --- | --- | --- | --- | --- | --- | --- | --- | --- | --- | ----- |
| 7   | Paul Miller Racing | 6   | 6   | 5   | 7   | 9   | 4   | Ret | 9   | Ret | Ret | 44    |

### Résultats enWeatherTech United SportsCar Championship
En 2014, pour la première saison du Tudor United SportsCar Championship, le Paul Miller Racing engage une Audi R8 LMS dans la catégorie GT Daytona. Elle portera le traditionnel n°48 et participera à l’intégrabilité du championnat. Avec une victoire aux Petit Le Mans, deux secondes place et une troisième place tout au long de la saison, le Paul Miller Racing finira le championnat en 2e position , avec un total de 295 points.
| Pos. | Équipe                    | DAY | SEB | LGA | BEL | WGL | MOS | IMS | ELK | VIR | AUS | ATL | Total Points |
| ---- | ------------------------- | --- | --- | --- | --- | --- | --- | --- | --- | --- | --- | --- | ------------ |
| 2    | No. 48 Paul Miller Racing | 16  | 12  | 2   | 3   | 8   | 8   | 2   | 11  | 4   | 6   | 1   | 295          |

En 2014, le Paul Miller Racing engage de nouveau son Audi R8 LMS dans la catégorie GT Daytona pour le Tudor United SportsCar Championship avec le traditionnel n°48 et participera à l’intégrabilité du championnat. Avec une seconde places et trois troisièmes place tout au long de la saison, le Paul Miller Racing finira le championnat en 3e position , avec un total de 277 points.
| Pos. | Équipe                    | DAY | SEB | LBH | LGA | WGL | MOS | ELK | VIR | AUS | ATL | Points | CEAN |
| 3    | No. 48 Paul Miller Racing | 5   | 5   | 2   | 3   | 3   | 10  | 6   | 5   | 3   | 10  | 277    | 25   |

En 2016, le Paul Miller Racing engage une Lamborghini Huracán GT3 dans la catégorie GT Daytona pour le WeatherTech United SportsCar Championship avec le traditionnel n°48 et participera à l’intégrabilité du championnat. Avec une victoire en Virginie et une seconde place tout au long de la saison, le Paul Miller Racing finira le championnat en 3e position , avec un total de 293 points.
| Pos. | Équipe                    | DAY | SEB | LGA | BEL | WGL | MOS | LIM | ELK | VIR | AUS | ATL | Points | CEAN |
| 3    | No. 48 Paul Miller Racing | 161 | 6   | 7   | 8   | 12  | 3   | 4   | 8   | 1   | 2   | 4   | 293    | 29   |

En 2017, le Paul Miller Racing engage de nouveau une Lamborghini Huracán GT3 dans la catégorie GT Daytona pour le WeatherTech United SportsCar Championship avec le traditionnel n°48 et participera à l’intégrabilité du championnat. Avec une seconde place et une troisième place tout au long de la saison, le Paul Miller Racing finira le championnat en 8e position , avec un total de 281 points.
| Pos. | Équipe                    | DAY | SEB | LBH | AUS | BEL | WGL | MOS | LIM | ELK | VIR | LGA | ATL | Points | CEAN |
| 8    | No. 48 Paul Miller Racing | 7   | 5   | 16  | 4   | 3   | 12  | 8   | 2   | 6   | 5   | 7   | 7   | 281    | 24   |

En 2018, le Paul Miller Racing engage pour la troisième année consécutive sa Lamborghini Huracán GT3 dans la catégorie GT Daytona pour le WeatherTech United SportsCar Championship avec le traditionnel n°48 et participera à l’intégrabilité du championnat.

## Pilotes
- Robert Bell
- Matthew Bell
- Mirko Bortolotti
- Andrea Caldarelli
- Christopher Haase
- Marco Holzer
- Trent Hindman
- Corey Lewis
- Richard Lietz
- Sascha Maassen
- Bryce Miller
- Dion von Moltke
- René Rast
- Bryan Sellers
- Madison Snow